# Wahan Topalian
Wahan Topalian (ur. 1941 w Libanie) – duchowny Apostolskiego Kościoła Ormiańskiego, od 1998 arcybiskup Jordanii.

## Życiorys
W 1961 został wyświęcony na diakona. Święcenia kapłańskie przyjął 21 lipca 1963. Sakrę biskupią otrzymał 13 listopada 1988. W 1998 został podniesiony do godności arcybiskupa.